# 42
Évszázadok: i. e. 1. század – 1. század – 2. század
Évtizedek: i. e. 1-es évek – 1-es évek – 10-es évek – 20-as évek – 30-as évek – 40-es évek – 50-es évek – 60-as évek – 70-es évek – 80-as évek – 90-es évek
Évek: 37 – 38 – 39 – 40 –  41 – 42 – 43 – 44 – 45 – 46 – 47

## Események

### Római Birodalom
- Claudius császárt (helyettese márciustól Caius Cestius Gallus, júliustól Cornelius Lupus) és Caius Caecina Largust választják consulnak.
- Claudius istennőnek nyilvánítja nagyanyját, Livia Drusillát.
- A mauretaniai felkelés leverése után Claudius annektálja a klienskirályságot és két provinciát alakít ki belőle: Mauretania Tingitanát és Mauretania Caesariensist.
- Claudius leváltja az örmény klienskirályság uralkodóját, Oródészt és a korábbi királyt, Mithridatészt helyezi a trónra.
- Claudius megkezdi az ostiai kikötő közelében egy új, nagy, világítótoronnyal ellátott kikötő, a Portus építését.
- Lucius Arruntius Camillus Scribonianus dalmáciai helytartó fellázad Claudius ellen és magának követeli a trónt. A felkelés azonban öt napon belül összeomlik és Camillus, valamint a mellé álló szenátorok öngyilkosok lesznek.
- Márk evangélista megalapítja az alexandriai patriarchátust.

### Korea
- Megalapítják a Kaja államszövetséget.

## Születések
- I. Szixtusz pápa

## Halálozások
- Lucius Arruntius Camillus Scribonianus, római politikus
- Aulus Caecina Paetus, római politikus
- Arria, Caecina felesége

## Fordítás
- Ez a szócikk részben vagy egészben  a(z)   42 című francia Wikipédia-szócikk ezen változatának fordításán alapul.  Az eredeti cikk szerkesztőit annak laptörténete sorolja fel. Ez a jelzés csupán a megfogalmazás eredetét és a szerzői jogokat jelzi, nem szolgál a cikkben szereplő információk forrásmegjelöléseként.